# Basílica de San Francisco (La Paz)

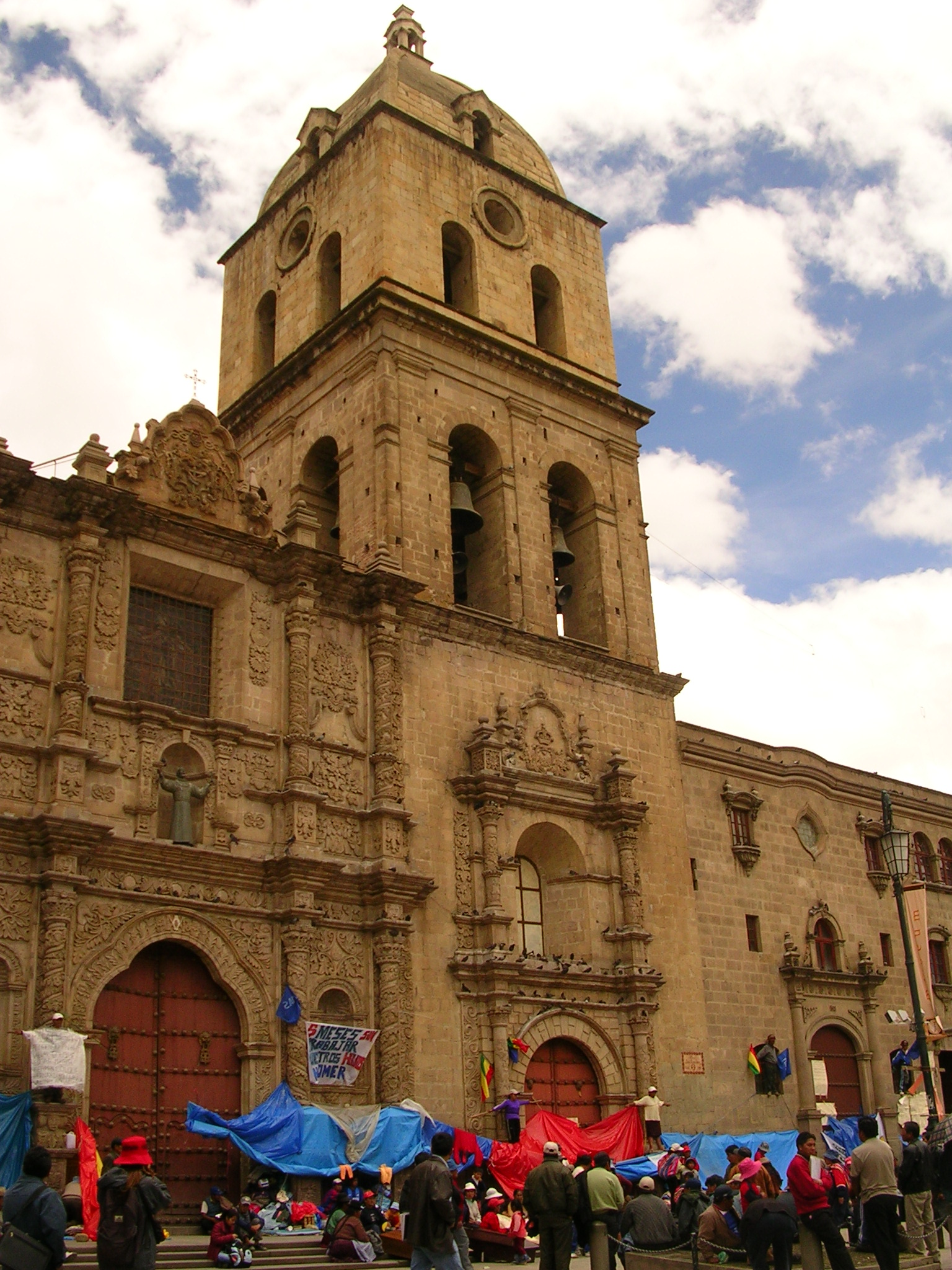
Fassade der Kirche

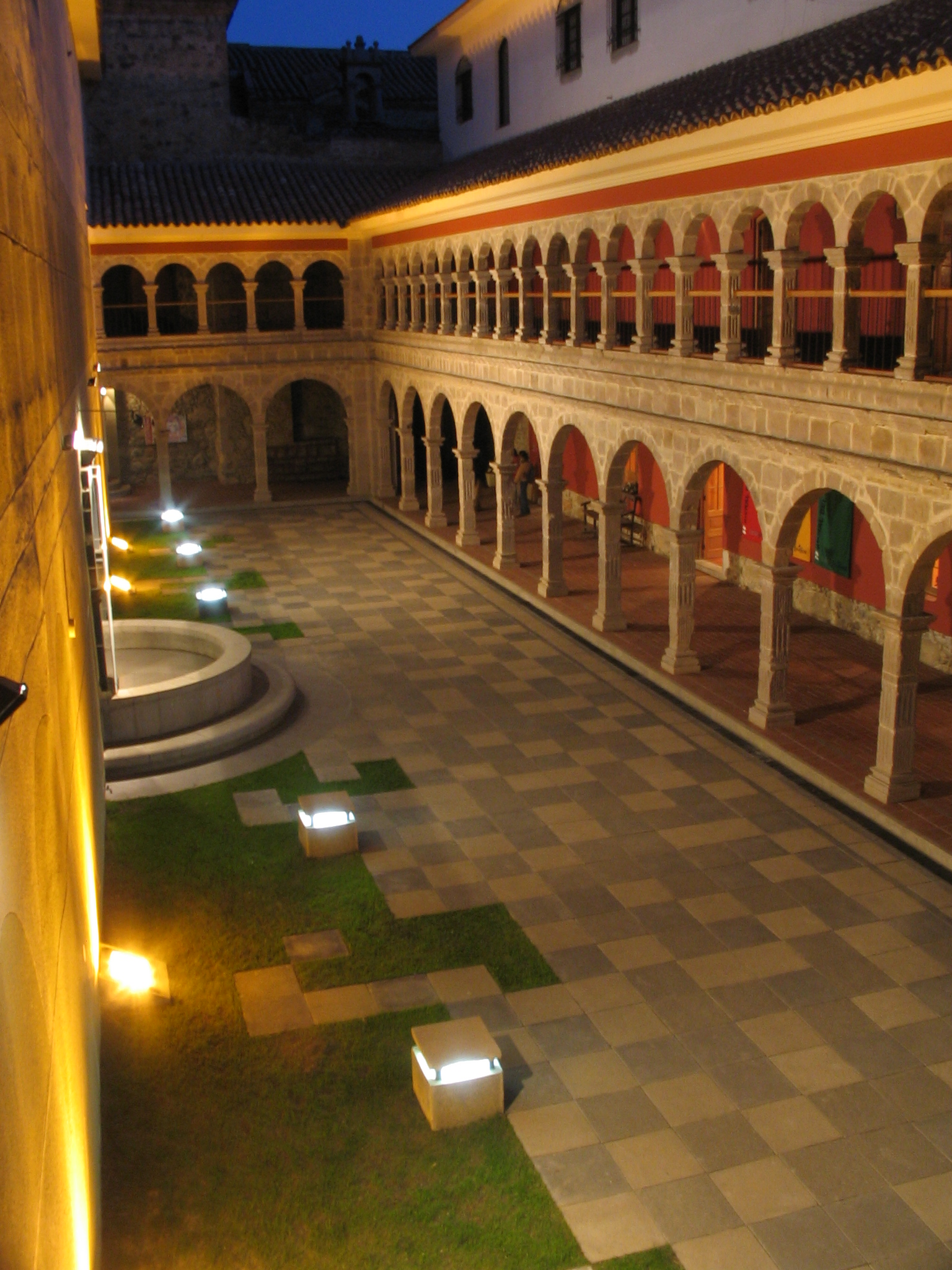
Innenhof

Die Iglesia de San Francisco ist eine römisch-katholische Kirche in der bolivianischen Regierungshauptstadt La Paz. Sie liegt im Zentrum der Stadt an der gleichnamigen Plaza San Francisco. Der Bau der Kirche wurde 1549 während der spanischen Kolonialzeit begonnen und im 18. Jahrhundert beendet. Die barocke Gestaltung verbindet spanischen Stil mit indigenen Elementen. Kirchenpatron ist der heilige Franz von Assisi.
Die Kirche wurde 1948 durch Papst Pius XII. zur Basilica minor erhoben. An die Kirche angeschlossen ist ein Museum und ein Mönchskloster.